# General algebraic modeling system
Pour les articles homonymes, voir GAMS.
 (septembre 2012).
General Algebraic Modeling System (GAMS) est un logiciel de modélisation mathématique.
GAMS a été le premier langage de modélisation algébrique (Algebraic modeling language ou AML) et est formellement similaire aux langages de programmation utilisés communément.
Les modèles sont décrits en formulations algébriques concises qui sont lisibles à la fois par les humains et par les machines.
GAMS est largement utilisé en modélisation économique et en particulier pour implémenter des modèles d'équilibre général calculable, tel que GTAP.